# Рой Вінзор
Рой Вінзор (англ. Roy William Winsor) — американський сценарист мильних опер, кінопродюсер і письменник детективного жанру. Він створив три найдовші мильні опери в історії телебачення США: «У пошуках завтра» (Search for Tomorrow, 1951—1986), «Кохання життя» (Love of Life, 1951—1980) і «Таємний шторм» (The Secret Storm, 1954—1974).

## Біографія
Народився в Чикаго, штат Іллінойс, 13 квітня 1912 року. Закінчив Гарвардський коледж. Працював спочатку в Міннеаполісі, згодом у Чикаго, а звідти переїхав до Нью-Йорку.
Свою творчу діяльність почав з написання сценаріїв для численних радіо- і телепрограм NBC як то «Небесний король», «Ма Перкінс», «Справжні зізнання», «Вік і Сейд», «Суботня площа», та їхнього режисерування. Він також тоді спродюсував вестерн-шоу «Має зброю — буде подорожувати» (Have Gun – Will Travel) для радіо. Мильна опера «У пошуках завтра», розпочата 1951 року, стала першою в США комерційно успішною серед такого роду телепередач.
Окрім мильних опер продюсував епізоди для ситуаційних комедій, таких як «Я люблю Люсі» та «Моя маленька Марджі». Створив в 1963 році «Бен Джерод» — першу денну телевізійну драму, яка повністю транслювалася в кольорі.
За рік до завершення «Таємного шторму» обійняв посаду головного сценариста мильної опери NBC «Сомерсет». Писав для цього шоу з 1973 по 1974 рік.
У 1975 році отримав премію Едгара По у номінації «Найкращий роман у м'якій обкладинці» за «Покійник, якій пересувався» (The Corpse That Walked). Також він написав ще два детективні романи: «Три мотиви для вбивства» (Three Motives for Murder) і «Завжди замикайте двері своєї спальні» (Always Lock Your Bedroom Door).
У 1981 році, після тривалої перерви, він повернувся до мильних опер і створив (разом з Бобом Аароном) серіал «Інше життя» (1981—1984) для Christian Broadcasting Network. Вінзор описав сім'ю в центрі «Іншого життя» як таку, яка об'єднана такими цінностями, як «дисципліна, вірність і моральні стандарти», які, за його словами, «зазнали зловживань і висміювання у сучасному світі».
Одружився з Мартою Рікер.
Вінзор помер 31 травня 1987 року від серцевого нападу у віці 75 років у Пелем Манор, Нью-Йорк.